# Wulfila inornatus
Wulfila inornatus là một loài nhện trong họ Anyphaenidae.
Loài này thuộc chi Wulfila. Wulfila inornatus được Octavius Pickard-Cambridge miêu tả năm 1898.